# Rue Charles-Tournemire
La rue Charles-Tournemire est une voie du 17e arrondissement de Paris, en France.

## Situation et accès
La rue Charles-Tournemire est une voie publique située dans le 17e arrondissement de Paris. Elle débute au 5, avenue de la Porte-de-Champerret et se termine au 20, avenue de la Porte-de-Villiers.

## Origine du nom

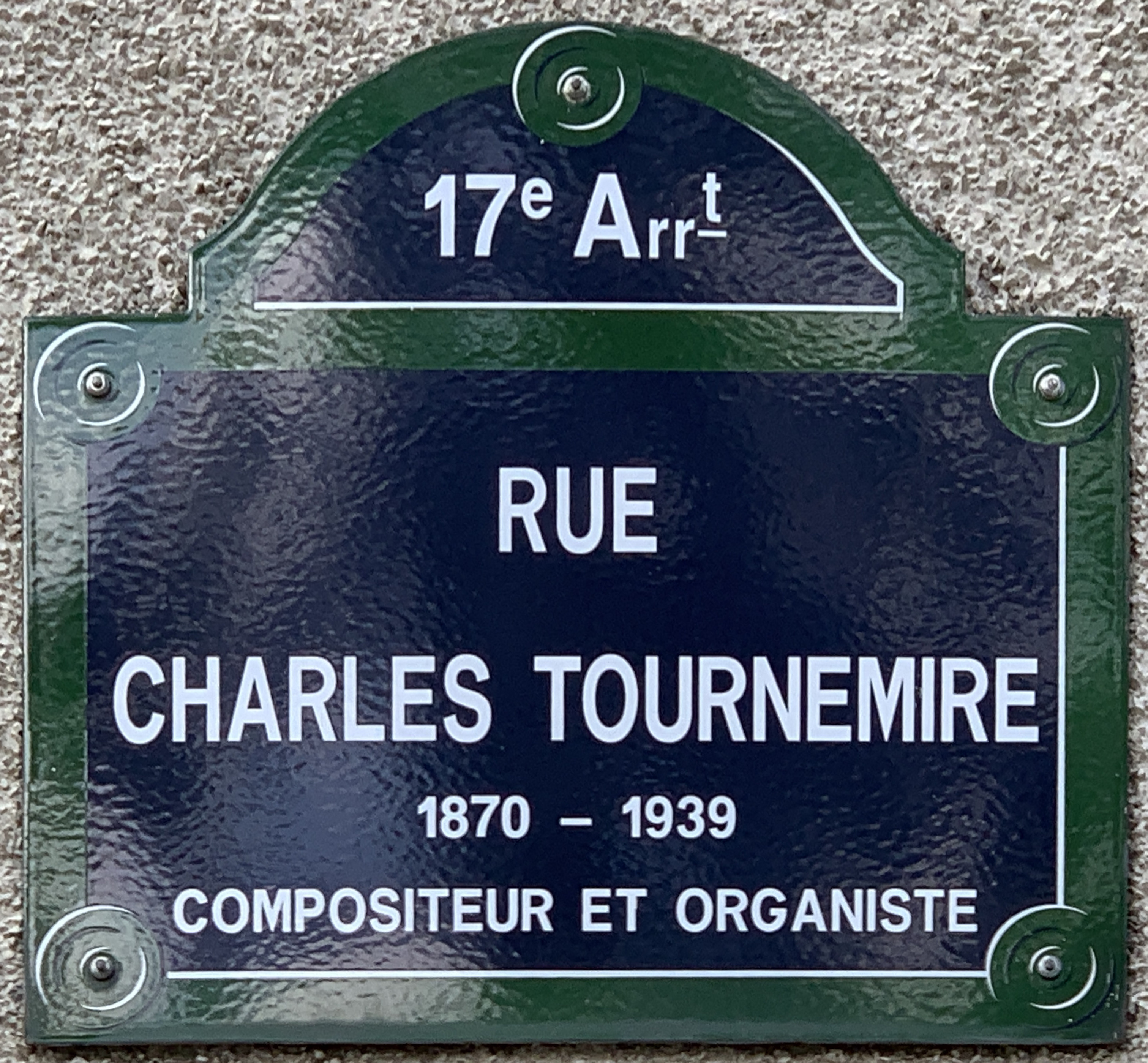
Plaque de la rue.

Elle porte le nom du compositeur et organiste français Charles Tournemire (1870-1939). 

## Historique
La voie est créée dans le cadre de l'aménagement de la ZAC Champerret sous le nom provisoire de « voie AG/17 » et prend sa dénomination actuelle par arrêté municipal du 23 décembre 1987.